# Thơ trữ tình
Thơ trữ tình (tiếng Pháp: Poésie lyrique, tiếng Anh: Lyricism) là một thể loại thơ mà trong đó, những cảm xúc và suy tư của nhà thơ hoặc của nhân vật trữ tình trước các hiện tượng đời sống được thể hiện một cách trực tiếp. Tính chất cá thể hóa của cảm nghĩ và tính chất chủ quan hóa của sự thể hiện là những dấu hiệu tiêu biểu của thơ trữ tình. Thuật ngữ thơ trữ tình được sử dụng nhằm phân biệt với thơ tự sự thuộc loại tự sự. Tuỳ theo truyền thống văn học cụ thể, người ta có thể phân loại thơ trữ tình theo nhiều cách khác nhau. Trước đây, trong văn học châu Âu, người ta thường dựa vào cảm hứng chủ đạo mà chia thơ trữ tình thành bi ca, tụng ca, thơ trào phúng. Ngày nay, người ta dựa vào đối tượng đã tạo nên cảm xúc của nhà thơ hoặc nhân vật trữ tình để phân chia thành thơ trữ tình tâm tình, thơ trữ tình phong cảnh, thơ trữ tình thế sự, thơ trữ tình công dân. Các cách phân loại như trên đều hết sức tương đối, nhiều khi xen lẫn và biến dạng. Nhưng dầu sao, sự phân loại cũng giúp ta có thuận lợi hơn trong việc tìm hiểu cảm hứng chủ đạo, truyền thống nghệ thuật của bài thơ và khuynh hướng của nhà thơ.